# Pero bulba
Pero bulba là một loài bướm đêm trong họ Geometridae.